# Chankatagh
Chankatagh (en arménien Ճանկաթաղ, en azéri Çanyataq) est une communauté rurale de la région de Martakert, au Haut-Karabagh. Elle compte 272 habitants en 2005.